# قائمة الجوائز والترشيحات التي تلقاها روبرت دي نيرو
تتضمن هذه القائمة جوائز وترشيحات الممثل السينمائي والمسرحي روبرت دي نيرو. هناك معلومات عن جوائزه وترشيحاته للأفلام وأيضًا عن جوائزه علي أعماله المسرحية. هناك قائمة بالجوائز الخاصة التي تم حصل عليها الممثل مثل جائزة الإنجاز مدى الحياة أو رجل العام.
فاز دي نيرو، المرشح لجائزة الأوسكار ثماني مرات، بجائزتي أوسكار عن دور فيتو كورليوني في فيلم العراب: الجزء الثاني (1974) ودور جيك لاموتا في فيلم الثور الهائج (1980). وهو أيضًا مرشح ست مرات لجائزة البافتا وثماني مرات لجائزة الغولدن غلوب. في 2009، كان من بين خمس أشخاص تلقوا جوائز مركز كينيدي، والتي قدمها الرئيس الرابع والأربعون للولايات المتحدة باراك أوباما.

## الجمعيات الكبرى

### جوائز الأوسكار
| سنة  | فيلم                 | فئة             | نتيجة | مراجع |
| ---- | -------------------- | --------------- | ----- | ----- |
| 1975 | العراب: الجزء الثاني | أفضل ممثل مساعد | فوز   | [ 1 ] |
| 1977 | سائق التاكسي         | أفضل ممثل       | رُشِّح   | [ 2 ] |
| 1979 | صائد الغزلان         | أفضل ممثل       | رُشِّح   | [ 3 ] |
| 1981 | الثور الهائج         | أفضل ممثل       | فوز   | [ 4 ] |
| 1991 | الإيقاظ              | أفضل ممثل       | رُشِّح   | [ 5 ] |
| 1992 | خليج الخوف           | أفضل ممثل       | رُشِّح   | [ 6 ] |
| 2013 | المعالجة بالسعادة    | أفضل ممثل مساعد | رُشِّح   | [ 7 ] |
| 2020 | الأيرلندي            | أفضل فيلم       | رُشِّح   | [ 8 ] |

### جوائز بافتا
| سنة  | فيلم                 | فئة                    | نتيجة | مراجع |
| ---- | -------------------- | ---------------------- | ----- | ----- |
| 1976 | العراب: الجزء الثاني | أفضل قادم جديد         | رُشِّح   |       |
| 1977 | سائق التاكسي         | أفضل ممثل في دور رئيسي | رُشِّح   |       |
| 1980 | صائد الغزلان         | أفضل ممثل في دور رئيسي | رُشِّح   |       |
| 1982 | الثور الهائج         | أفضل ممثل في دور رئيسي | رُشِّح   |       |
| 1984 | ملك الكوميديا        | أفضل ممثل في دور رئيسي | رُشِّح   |       |
| 1991 | غودفيلاز             | أفضل ممثل في دور رئيسي | رُشِّح   |       |
| 2020 | الأيرلندي            | أفضل فيلم              | رُشِّح   |       |

### جوائز الغولدن غلوب
| سنة  | فيلم               | فئة                                            | نتيجة | مراجع         |
| ---- | ------------------ | ---------------------------------------------- | ----- | ------------- |
| 1977 | سائق التاكسي       | أفضل ممثل في فيلم دراما                        | رُشِّح   |               |
| 1978 | نيويورك، نيويورك   | أفضل ممثل في فيلم موسيقي أو كوميدي             | رُشِّح   |               |
| 1979 | صائد الغزلان       | أفضل ممثل في فيلم دراما                        | رُشِّح   |               |
| 1981 | الثور الهائج       | أفضل ممثل في فيلم دراما                        | فوز   |               |
| 1989 | مطاردة منتصف الليل | أفضل ممثل في فيلم موسيقي أو كوميدي             | رُشِّح   |               |
| 1992 | خليج الخوف         | أفضل ممثل في فيلم دراما                        | رُشِّح   |               |
| 2000 | حلل هذه            | أفضل ممثل في فيلم موسيقي أو كوميدي             | رُشِّح   |               |
| 2001 | قابل الوالدين      | أفضل ممثل في فيلم موسيقي أو كوميدي             | رُشِّح   |               |
| 2011 | —                  | جائزة سيسيل بي دوميل                           | كُرم   | [ 9 ]         |
| 2018 | ساحر الأكاذيب      | أفضل أداء لممثل في مسلسل مصغر أو فيلم تلفزيوني | رُشِّح   | [ 10 ] [ 11 ] |
| 2020 | الأيرلندي          | أفضل فيلم درامي                                | رُشِّح   | [ 12 ]        |

### جوائز الإيمي برايم تايم
| سنة  | فيلم              | فئة                                                 | نتيجة | مراجع  |
| ---- | ----------------- | --------------------------------------------------- | ----- | ------ |
| 2017 | ساحر الأكاذيب     | أفضل فيلم تليفزيوني                                 | رُشِّح   | [ 13 ] |
| 2017 | ساحر الأكاذيب     | أفضل ممثل في دور رئيسي بمسلسل قصير أو فيلم تلفزيوني | رُشِّح   | [ 13 ] |
| 2019 | عندما رأونا       | أفضل سلسلة محدودة                                   | رُشِّح   | [ 14 ] |
| 2019 | ساترداي نايت لايف | أفضل ممثل ضيف شرف في مسلسل كوميدي                   | رُشِّح   | [ 14 ] |

### جوائز نقابة ممثلي الشاشة
| سنة  | فيلم              | فئة                                       | نتيجة | مراجع  |
| ---- | ----------------- | ----------------------------------------- | ----- | ------ |
| 1997 | غرفة مارفن        | الأداء المتميز من قبل الممثلين في السينما | رُشِّح   | [ 15 ] |
| 2013 | المعالجة بالسعادة | الأداء المتميز من قبل الممثلين في السينما | رُشِّح   | [ 16 ] |
| 2013 | المعالجة بالسعادة | أفضل ممثل مساعد في السينما                | رُشِّح   | [ 16 ] |
| 2017 | ساحر الأكاذيب     | أفضل ممثل في فيلم تلفزيوني أو مسلسل قصير  | رُشِّح   | [ 17 ] |
| 2020 | الأيرلندي         | الأداء المتميز من قبل الممثلين في السينما | رُشِّح   | [ 18 ] |
| 2020 | —                 | إنجاز مدى الحياة                          | كُرم   | [ 18 ] |

## جوائز وترشيحات أخرى

### جوائز الأكاديمية الأسترالية للسينما
| سنة  | فيلم              | فئة                              | نتيجة |
| ---- | ----------------- | -------------------------------- | ----- |
| 2013 | المعالجة بالسعادة | أفضل ممثل مساعد عالمي في السينما | فوز   |
| 2020 | الأيرلندي         | أفضل ممثل رئيسي عالمي في السينما | رُشِّح   |

### جوائز الكوميديا الأمريكية
| سنة  | فيلم          | فئة                                   | نتيجة |
| ---- | ------------- | ------------------------------------- | ----- |
| 2000 | حلل هذه       | أطرف ممثل في فيلم سينمائي (دور رئيسي) | رُشِّح   |
| 2001 | قابل الوالدين | أطرف ممثل في فيلم سينمائي (دور رئيسي) | رُشِّح   |

### جوائز السينما الأمريكية
| سنة  | فيلم         | فئة       | نتيجة |
| ---- | ------------ | --------- | ----- |
| 1980 | صائد الغزلان | أفضل ممثل | رُشِّح   |

### مهرجان برلين السينمائي الدولي
| سنة  | فيلم          | فئة                                                         | نتيجة |
| ---- | ------------- | ----------------------------------------------------------- | ----- |
| 2007 | الراعي الصالح | دب برلين الذهبي                                             | رُشِّح   |
| 2007 | الراعي الصالح | الدب الفضي للمساهمة الفنية المتميزة (بمشاركة طاقم الممثلين) | فوز   |

### جوائز بلوكباستر إنترتينمنت
| سنة  | فيلم          | فئة                              | نتيجة |
| ---- | ------------- | -------------------------------- | ----- |
| 2000 | حلل هذه       | الفريق الكوميدي المفضل           | فوز   |
| 2001 | قابل الوالدين | الممثل الكوميدي/الرومانسي المفضل | رُشِّح   |

### جمعية بوسطن لنقاد السينما
| سنة  | فيلم         | فئة       | نتيجة |
| ---- | ------------ | --------- | ----- |
| 1981 | الثور الهائج | أفضل ممثل | فوز   |

### جوائز كريستوفر
| سنة  | فيلم       | فئة                           | نتيجة |
| ---- | ---------- | ----------------------------- | ----- |
| 1997 | غرفة مارفن | الصور المتحركة (تمت مشاركتها) | فوز   |

### جوائز اختيار النقاد
| سنة  | فيلم          | فئة                                    | نتيجة |
| ---- | ------------- | -------------------------------------- | ----- |
| 2017 | ساحر الأكاذيب | أفضل ممثل لفيلم تلفزيوني أو مسلسل قصير | رُشِّح   |
| 2020 | الأيرلندي     | أفضل فيلم                              | رُشِّح   |
| 2020 | الأيرلندي     | أفضل ممثل                              | رُشِّح   |
| 2020 | الأيرلندي     | أفضل طاقم فيلم                         | فوز   |

### جمعية نقاد أفلام ديترويت
| سنة  | فيلم              | فئة             | نتيجة |
| ---- | ----------------- | --------------- | ----- |
| 2012 | المعالجة بالسعادة | أفضل ممثل مساعد | فوز   |

### جوائز التوتة الذهبية
| سنة  | فيلم       | فئة                                        | نتيجة |
| ---- | ---------- | ------------------------------------------ | ----- |
| 2003 | وقت العرض  | أسوأ ثنائي علي الشاشة (بمشاركة إيدي ميرفي) | رُشِّح   |
| 2017 | الجد القذر | أسوأ ممثل                                  | رُشِّح   |

### جمعية نقاد السينما في لوس أنجلوس
| سنة  | فيلم         | فئة       | نتيجة |
| ---- | ------------ | --------- | ----- |
| 1976 | سائق التاكسي | أفضل ممثل | فوز   |
| 1980 | الثور الهائج | أفضل ممثل | فوز   |

### جوائز إم تي في للأفلام
| سنة  | فيلم          | فئة                                        | نتيجة |
| ---- | ------------- | ------------------------------------------ | ----- |
| 1992 | خليج الخوف    | أفضل أداء لذكر                             | رُشِّح   |
| 1992 | خليج الخوف    | أفضل شرير                                  | رُشِّح   |
| 1992 | خليج الخوف    | أفضل قبلة (بمشاركة جوليت لويس)             | رُشِّح   |
| 1997 | المروحة       | أفضل شرير                                  | رُشِّح   |
| 1999 | رونين         | أفضل أكشن متسلسل (بمشاركة ناتاشا ماكليهون) | رُشِّح   |
| 2001 | قابل الوالدين | أفضل سطر من فيلم                           | فوز   |
| 2001 | قابل الوالدين | أفضل ثنائي على الشاشة (بمشاركة بن ستيلر)   | رُشِّح   |

### المجلس الوطني للمراجعة
| سنة  | فيلم         | فئة                              | نتيجة |
| ---- | ------------ | -------------------------------- | ----- |
| 1980 | الثور الهائج | أفضل ممثل                        | فوز   |
| 1990 | الإيقاظ      | أفضل ممثل (بمشاركة روبن ويليامز) | فوز   |

### الجمعية الوطنية لنقاد السينما
| سنة  | فيلم         | فئة             | نتيجة |
| ---- | ------------ | --------------- | ----- |
| 1974 | شوارع متوسطة | أفضل ممثل مساعد | فوز   |
| 1977 | سائق التاكسي | أفضل ممثل       | فوز   |

### دائرة نقاد السينما في نيويورك
| سنة  | فيلم             | فئة             | نتيجة |
| ---- | ---------------- | --------------- | ----- |
| 1974 | دق الطبل ببطء    | أفضل ممثل مساعد | فوز   |
| 1977 | سائق التاكسي     | أفضل ممثل       | فوز   |
| 1981 | الثور الهائج     | أفضل ممثل       | فوز   |
| 1991 | الإيقاظ          | أفضل ممثل       | فوز   |
| 1991 | الأصدقاء الطيبون | أفضل ممثل       | فوز   |

### جوائز ساتالايت
| سنة  | فيلم              | فئة                                      | نتيجة |
| ---- | ----------------- | ---------------------------------------- | ----- |
| 2001 | رجال الشرف        | أفضل ممثل مساعد في فيلم                  | رُشِّح   |
| 2012 | المعالجة بالسعادة | أفضل ممثل مساعد في فيلم                  | رُشِّح   |
| 2017 | ساحر الأكاذيب     | أفضل ممثل في مسلسل قصير أو فيلم تلفزيوني | فوز   |

### جوائز زحل
| سنة  | فيلم       | فئة             | نتيجة |
| ---- | ---------- | --------------- | ----- |
| 1988 | قلب الملاك | أفضل ممثل مساعد | رُشِّح   |
| 1995 | فرانكشتاين | أفضل ممثل مساعد | رُشِّح   |

## جوائز خاصة
| سنة  | جائزة                                       | فئة                                                      |
| ---- | ------------------------------------------- | -------------------------------------------------------- |
| 1979 | مسرحيات هيستي بودينغ                        | رجل العام                                                |
| 1993 | مهرجان البندقية السينمائي                   | جائزة الأسد الذهبي الشرفية                               |
| 1997 | مهرجان موسكو السينمائي الدولي               | سيلفر سانت جورج للمساهمة في السينما العالمية             |
| 1999 | جوائز خيار الشعب                            | ترشح لجائزة نجم السينما المفضل طوال الوقت                |
| 2000 | مهرجان سان سيباستيان السينمائي الدولي       | جائزة دونوستيا للإنجاز مدي الحياة                        |
| 2000 | مهرجان برلين السينمائي الدولي               | إنجاز مدي الحياة                                         |
| 2001 | جوائز غوثام                                 | إنجاز مدي الحياة                                         |
| 2003 | معهد الفيلم الأمريكي                        | إنجاز مدي الحياة                                         |
| 2004 | نقابة المخرجين الأمريكيين                   | تكريم                                                    |
| 2008 | الكاميرا الذهبية، ألمانيا                   | إنجاز مدي الحياة على المستوى الدولي                      |
| 2008 | مهرجان كارلوفي فاري السينمائي الدولي        | كريستال غلوب للمساهمة الفنية المميزة في السينما العالمية |
| 2009 | مركز كينيدي الثقافي                         | تكريم                                                    |
| 2011 | حفل توزيع جوائز الغولدن غلوب الثامن والستون | جائزة سيسيل بي دوميل                                     |
| 2012 | كلية بيتس                                   | دكتوراه فخرية في الفنون الجميلة                          |
| 2016 | جائزة غلاد ميديا                            | جائزة التميز في الميديا                                  |
| 2016 | وسام الحرية الرئاسي                         | وسام الحرية الرئاسي                                      |
| 2016 | مهرجان سراييفو السينمائي                    | قلب سراييفو الشرفي                                       |
| 2017 | جامعة براون                                 | دكتوراه فخرية في الفنون الجميلة                          |

## تكريمات أخرى
تتضمن القائمة التالية المراتب والتكريمات التي تمنحها مواقع الويب أو القنوات أو المجلات:
| سنة  | تصويت / مرتبة | اسم القائمة                                                                                   |
| ---- | ------------- | --------------------------------------------------------------------------------------------- |
| 1997 | 5             | قائمة مجلة إمباير (المملكة المتحدة) "لأفضل 100 نجم سينمائي في جميع الأوقات"                   |
| 2002 | 78            | قائمة مجلة بريمير السنوية باور 100                                                            |
| 2004 | 1             | قائمة مجلة إمباير (المملكة المتحدة) "لأعظم ممثل على قيد الحياة (الآلهة بيننا)"                |
| 2005 | 38            | قائمة مجلة بريمير "لأعظم نجوم السينما في كل العصور في نجومهم في كوكبتنا"                      |
| 2005 | 10            | معهد الفيلم الأمريكي 100 عام و100 اقتباس سينمائي لحواره "هل تتحدث معي؟"                       |
| 2006 | 10            | قائمة مجلة بريمير "لأعظم 100 عرض في جميع الأوقات" لأدائه دور جيك لاموتا في فيلم الثور الهائج  |
| 2006 | 42            | قائمة مجلة بريمير "لأعظم 100 عرض في جميع الأوقات" لأدائه دور ترافيس بيكل في فيلم سائق التاكسي |